# Hofjägerhaus

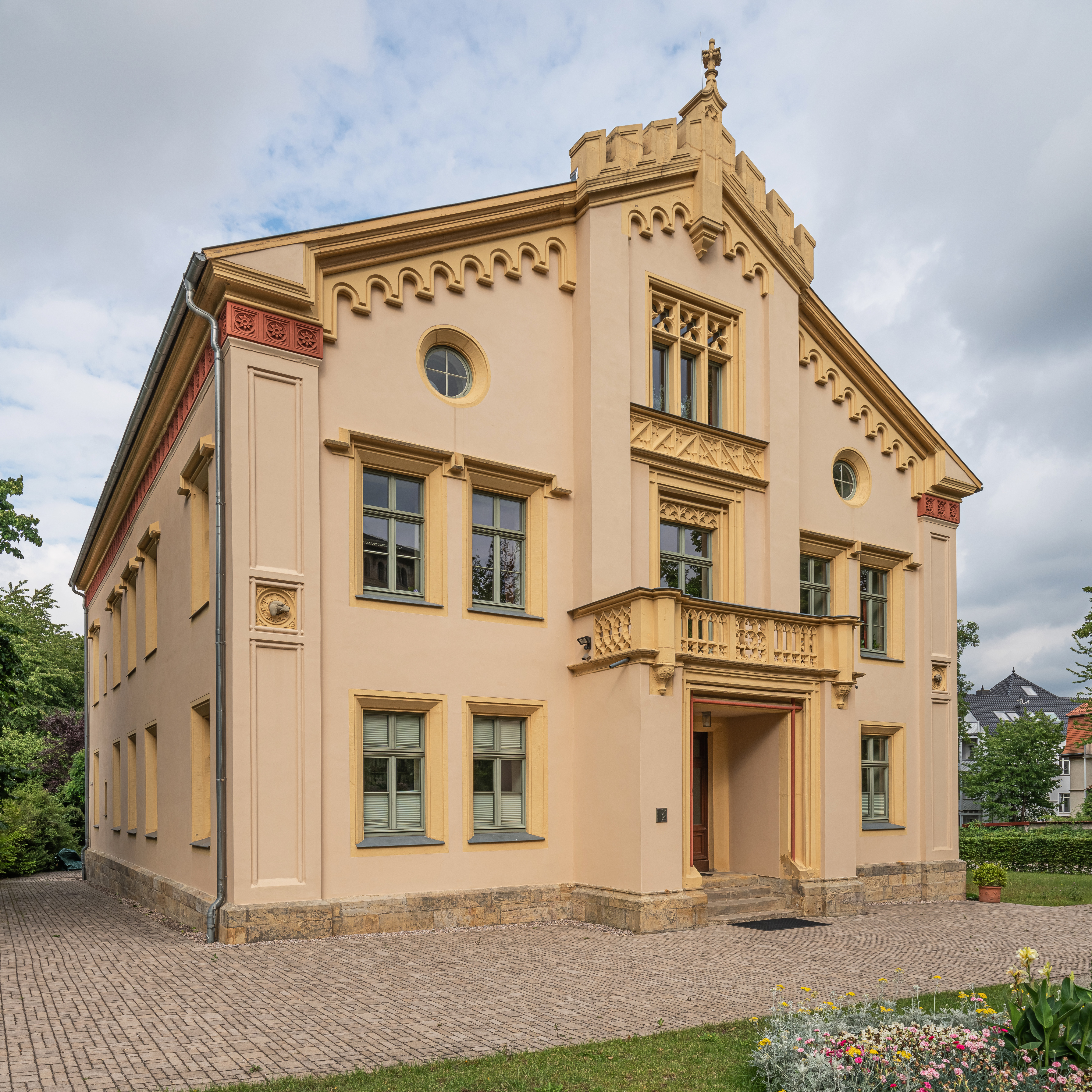
Das Hofjägerhaus

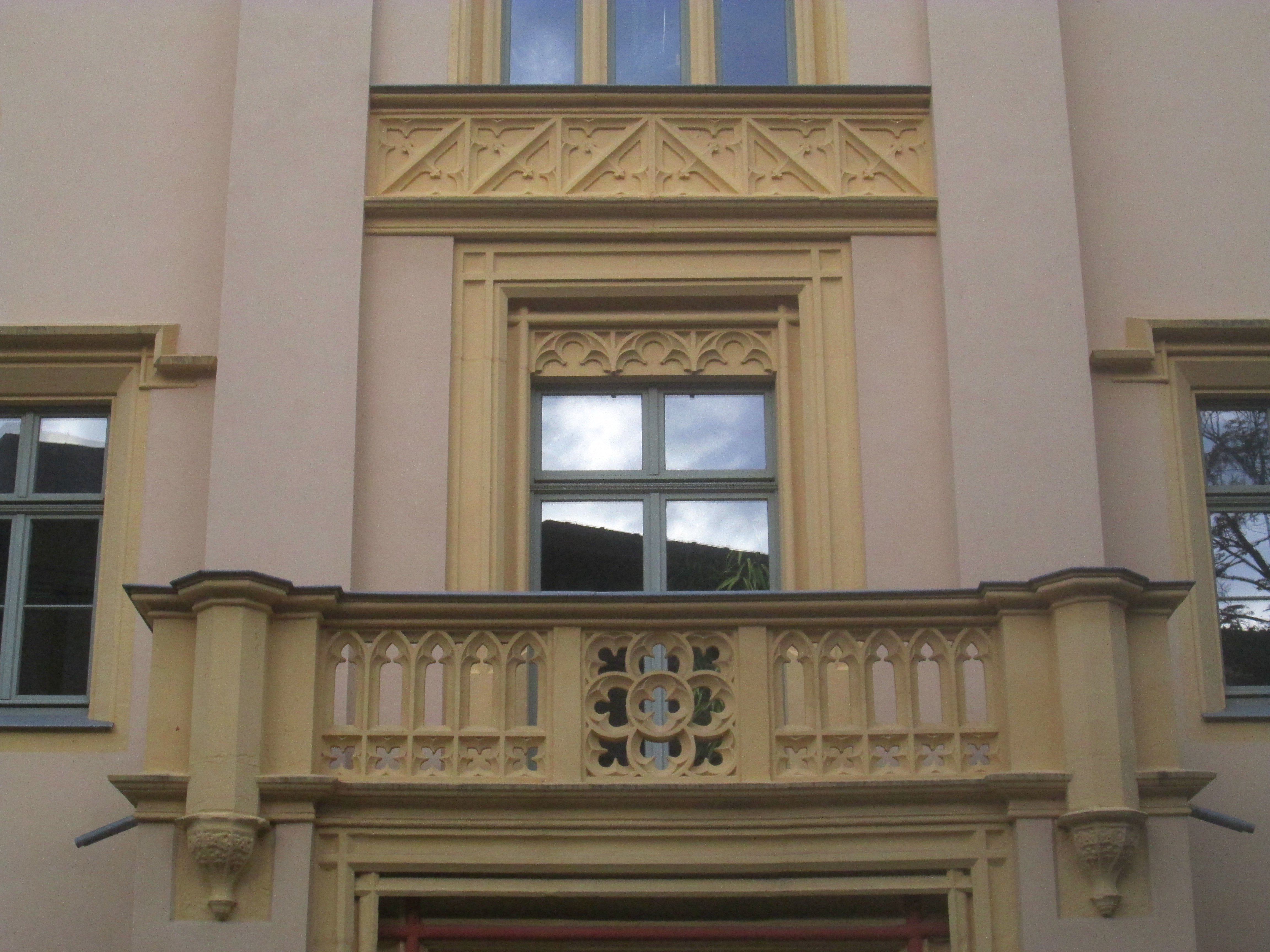
Balkon, 2014

Das Hofjägerhaus, auch Villa Glenck genannt, ist eine als Kulturdenkmal ausgewiesene Villa in Gotha, Mozartstraße 5.

## Geschichte
Zu Beginn des 19. Jahrhunderts hatte die Villa an der damaligen Ohrdrufer Straße eine Größe von ca. 10 × 15 m, besaß an der Ostseite eine Wendeltreppe und gehörte dem Gastwirt und Rentier Johann Wilhelm Gäbler. Er verpachtete das Gebäude an den herzoglichen Rentcommissär, Forstrechnungsrat und Hofjäger Eduard Glenck (1817–1884), einem Sohn des herzoglichen Oberbergrats Carl Christian Friedrich Glenck (1779–1845).
1849 ließ Eduard Glenck die Villa durch den Hofbaumeister Gustav Eberhard durchgreifend umbauen. Sie erhielt einen großzügigen Flur und Treppenaufgang und eine massive neugotische Giebelfassade. 1860 erwarb Glenck das Haus von der Familie Gäbler für 10.500 Taler.
1864 wurde das Haus an den Rentier und Kaufmann Wilhelm Biedermann weiterveräußert, der es mit seinen 8 Kindern bewohnte und einige Modernisierungsmaßnahmen durchführen ließ. Seine Tochter Marie Biedermann verkaufte das Haus 1909 an die  Gothaer Lebensversicherung, die es für ihre Mitarbeiter umbauen ließ. Zunächst zog ihr Generaldirektor Karl August Friedrich Samwer dort ein und wohnte dort bis zu seinem Tode 1946. Danach wurde das Haus in drei Wohnungen aufgeteilt und unter anderem bis 1949 vom letzten Gothaer Staatsminister Hans Barthold von Bassewitz bewohnt.
Nach Gründung der DDR wurde das Haus von der Stadt Gotha verwaltet und ab 1950 zunächst als Kinderheim, später als Kinderkrippe und Kindergarten genutzt. 1995 bis 2004 waren dort Vereine wie der Theaterverein „Art der Stadt Gotha“ und das Bildungswerk Urania untergebracht. Danach erfolgte ein Erwerb durch Rita Becherer und eine durchgreifende Sanierung zu Wohn- und Bürozwecken.